# Sandra Reyes

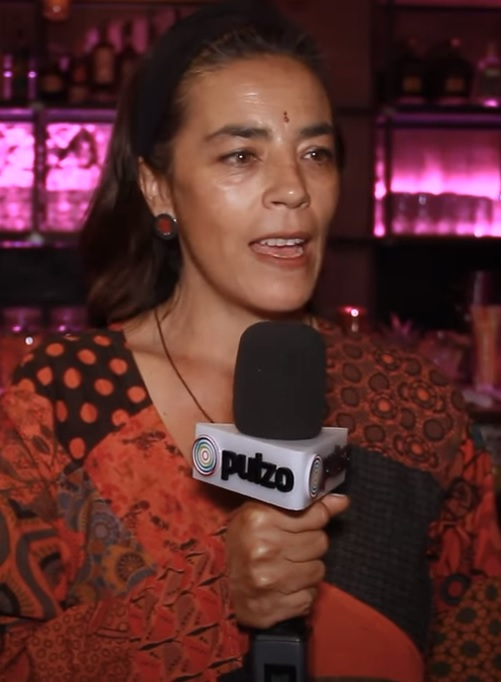
Sandra Reyes (2023)

Sandra Reyes (* 31. Mai 1975 in Bogotá; † 1. Dezember 2024) war eine kolumbianische Filmschauspielerin.

## Leben
Sandra Reyes wurde 1994 als Fernsehschauspielerin aktiv. Für ihre Rolle der Jurastudentin „Adriana Guerrero Trujillo“ in der Dramaserie La mujer del presidente wurde sie 1998 mit dem Preis des Magazins TV y Novelas ausgezeichnet. 2001 spielte sie „Paula Dávila“ in der Telenovela Pedro el escamoso. 2014 wirkte sie in der Serie Metástasis als „Cielo Blanco“ mit. Ab 2020 hatte sie sich weitgehend von der Schauspielerei zurückgezogen. Sie starb am 1. Dezember 2024 im Alter von 49 Jahren an Brustkrebs.

## Filmografie (Auswahl)
- 1995: Clase aparte
- 1997–1998: La mujer del presidente
- 1999: Me llaman Lolita
- 2001: La pena máxima
- 2001: Pedro el escamoso
- 2004: La saga: Negocio de familia
- 2007: Esto huele mal
- 2008: El Cartel de los Sapos
- 2008: Muñoz vale por 2
- 2010: El cartel 2 - La guerra total
- 2011: Gordo, calvo y bajito
- 2012: El Laberinto
- 2014: Metástasis (Fernsehserie, 61 Folgen)
- 2014: Noches con Platanito
- 2015: Laura, la santa colombiana
- 2016: Contra El Tiempo
- 2017–2018: Cuando vivas conmigo
- 2020: Libertador